# Тор Андре
Тор Юліус Ефраїм Андре (швед. Tor Julius Efraim Andræ; 9 липня 1885 — 24 лютого 1947) — шведський релігієзнавець і фахівець з порівняльного релігієзнавства. Єпископ Лінчепінга (1936—1947).
Народився в сім'ї священика. Вивчав теологію в Упсальському університеті, де в 1917 році захистив докторську дисертацію. Став професором кафедри історії релігій в Стокгольмському університеті в 1927 році, а два роки потому повернувся викладати в Упсальський університет. Був призначений єпископом Лінчепінга в 1936 році і в тому ж році протягом короткого часу обіймав пост міністр у справах церкви (архаїчна назва, фактично він був міністром освіти) в кабінеті Акселя Перссон-Брамсторпа.
Був учнем Натана Седерблюма і зайняв його місце в Шведської академії в 1932 році. Будучи істориком релігії, Андре мав академічний інтерес до ранньої історії ісламу, зокрема до його юдейських і християнських витоків. Також цікавився психологією релігії і раннім ісламським містицизмом.